# Brecon
Brecon (in gallese Aberhonddu, nota anche come Brecknock) è un'antica città di mercato e community nel sud della contea di Powys nel Galles centrale ed aveva una popolazione di 7 901 abitanti secondo il censimento del 2001. Essa è la county town della storica contea del Brecknockshire; nonostante il suo ruolo sia passato in ombra dopo la costituzione di Powys, essa rimane un importante centro locale. Brecon è la terza città, per numero di abitanti, della contea di Powys.

## Storia
Nella Britannia romana Y Gaer (Cicucium) era una base della cavalleria durante l'azione di conquista del Galles e Brecon divenne la prima base militare adibita a questo scopo.
Dopo i secoli bui il nome originario gallese del regno nel cui territorio era ubicata Brecon era (in ortografia moderna) "Brycheiniog", che successivamente venne anglicizzato in Brecknockshire o Breconshire.
Il nome gallese Aberhonddu, significa "foce dell'Honddu". Esso deriva dal fiume Honddu che si immette nel fiume Usk nei pressi del centro della città.
Nel 1923 la sua chiesa principale divenne cattedrale della nuova diocesi anglicano-gallese di Swansea e Brecon.